# Гаале (Німеччина)
Гаале (нім. Haale) — громада в Німеччині, розташована в землі Шлезвіг-Гольштейн. Входить до складу району Рендсбург-Екернферде. Складова частина об'єднання громад Єфенштедт.
Площа — 13,04 км2. Населення становить 503 ос. (станом на 31 грудня 2020).